# Lixhöfe
Lixhöfe oder Lichshöfe ist der Name von Aussiedlerhöfen der Stadt Neresheim in Baden-Württemberg.

## Lage
Die Höfe liegen nördlich der Landesstraße L1084, unweit nördlich des Industriegebiets Riegel.

## Geschichte
Die vier Aussiedlerhöfe wurden wie auch die Höfe Eichplatte 1959 angelegt. Der Name leitet sich von dem hiesigen Gewannnamen Lichs oder Lix ab.